# Tragopan temminckii
Tragopan temminckii е вид птица от семейство Phasianidae.

## Разпространение
Видът е разпространен във Виетнам, Индия, Китай и Мианмар.